# Cecil Bendall
Cecil Bendall (1er juillet 1856 - 14 mars 1906) est un érudit britannique, professeur de sanskrit à l'University College de Londres, puis à l'Université de Cambridge.

## Biographie
Bendall fait ses études à la City of London School et à l'Université de Cambridge, obtenant des distinctions de première classe au Tripos classique en 1879 et au Tripos en langues indiennes en 1881. Il est élu membre du Gonville and Caius College.
De 1882 à 1893, il travaille au British Museum dans le département des manuscrits orientaux (aujourd'hui intégré à la British Library).
En 1894-1895, il séjourne au Népal et dans le nord de l'Inde pour collecter des manuscrits orientaux pour le British Museum. Au cours de l'hiver 1898-1899, il retourne au Népal et, avec le pandit Hara Prasad Shastri et son assistant pandit Binodavihari Bhattacharya de la Société asiatique de Calcutta, l'équipe enregistre et collecte des informations à partir de manuscrits sur feuilles de palmier dans la bibliothèque Durbar appartenant au Premier ministre de Rana Bir Shumsher JB Rana, et c'est ici qu'il trouve le célèbre document historique Gopal Raj Vamshavali, décrivant l'histoire du Népal d'environ 1000 à 1600.
Il est professeur de sanskrit à l'University College de Londres de 1895 à 1902, puis à Cambridge de 1903 jusqu'à sa mort. Il contribue au Dictionary of National Biography.
Il est décédé à Liverpool en 1906 et est enterré au cimetière paroissial de l'Ascension à Cambridge.